# Збройові магазини Ішера
Збройові магазини Ішера (англ. The Weapon Shops of Isher) — науково-фантастичний роман канадського письменника Альфреда ван Вогта, вперше опублікований 1951 року.
Роман є фіксапом трьох оповідань про  Збройові магазини та цивілізацію Ішер:
- "The Seesaw" (Analog Science Fiction and Fact, липень 1941)
- "The Weapon Shop" (Analog Science Fiction and Fact, грудень 1942)
- "The Weapon Shops of Isher" (Wonder Stories, лютий 1949)

## Зміст
«Збройові магазини Ішера» та його продовження «Виробники зброї» розповідають про функціонування цивілізації Ішера та пригоди Роберта Хедрока, єдиної безсмертної людини, оскільки він зберігає рівновагу між виробниками зброї, які мають бути постійною опозицією, і сильним урядом імператриці Ішера Інельди, з їх тісними зв'язками з мережею фінансових установ, які теж ворогують. Магазини зброї забезпечують населення захисною зброєю та альтернативною правовою системою.
Романи серії Ішер є рідкісним прикладом наукової фантастики «Золотого віку», в яких відкрито обговорюється право зберігати та носити зброю, зокрема пістолети. Гасло Збройових магазинів, повторене кілька разів, звучить так: «Право купувати зброю — це право бути вільним». Однак зброя Ван Вогта має практично магічні властивості, її можна використовувати лише для самозахисту, для самогубства або для полювання на тварин у сезон.
Політична філософія Збройових магазинів мінімалістична. Вони не будуть втручатися в корумповану імперську монархію уряду Ішера, тому що люди завжди мають уряд, на який вони заслуговують: жоден уряд, яким би поганим не був, не існує без принаймні мовчазної згоди тих, ким керують. Таким чином, місія магазинів зброї полягає лише в тому, щоб запропонувати окремим особам право захистити себе за допомогою вогнепальної зброї або, у випадках шахрайства, доступ до альтернативної судової системи «Робін Гуд», яка судить і присуджує компенсацію від великих, імперських корумпованих установ. Оскільки населення має доступ до цієї альтернативної системи правосуддя, уряд Ішера не може зробити останній крок до тоталітаризму.
В своїй неоголошеній війні Збройові магазини використовують розвідку, важку військову техніку та ударні групи підтримки своїх агентів. 
Сюжет використовує теми, які безумовно подобались читачам часів Великої депресії:
- зброя армійського рівня всім бажаючим по ціні її матеріалів;
- безкоштовна юридична допомога, миттєва виплата компенсацій;
- суперздібності вигравати в азартних іграх;
- збагачення на біржі, використовуючи інформацію з майбутнього;
- оплата за сексуальні послуги залежно від рівня достатку.